# Bettina-von-Arnim-Gesellschaft
Die Bettina-von-Arnim-Gesellschaft wurde 1985 im Umfeld der Bettina-von-Arnim-Oberschule (heute: Bettina-von-Arnim-Schule) als literarische Namensgesellschaft und Schulverein gegründet. Ihr gehören rund 230 Mitglieder weltweit an.
Als literarische Namensgesellschaft verfolgt sie das Ziel, Wissen und Kenntnis des Lebens und Wirkens Bettina von Arnims (1785–1859) sowie ihrer Zeit zu fördern. Dazu erscheinen im Saint Albin Verlag in Berlin das Internationale Jahrbuch der Bettina-von-Arnim-Gesellschaft (seit 1987) sowie die Bettina von Arnim-Studien. Das Jahrbuch versteht sich als Forum der Romantik- und Vormärzforschung. Darüber hinaus veranstaltet die Gesellschaft Führungen und Exkursionen in Berlin und Deutschland, Lesungen und kleine Theateraufführungen zu entsprechenden Themen. Sie unterstützt aber auch Tagungen und Symposien ideell und gelegentlich materiell. Außerdem verleiht sie in dreijährlichem Turnus den – undotierten – Bettina-von-Arnim-Forschungspreis in Form einer eigens dafür geschaffenen Medaille für Verdienste um die Verbreitung des Wissens über Bettina von Arnim.
Als Schulverein unterstützt sie die Arbeit der gleichnamigen Oberschule (Gesamtschule) im Märkischen Viertel in Berlin-Reinickendorf.
Die Gesellschaft ist nicht identisch mit der 1941 von der NS-Funktionärin Ilse Hamel gegründeten völkischen Bettina von Arnim-Gesellschaft.